# Jabulani Sibanda
Jabulani Sibanda (31 gennaio 1970) è un politico zimbabwese.
È l'attuale presidente della Associazione Nazionale dei Veterani di Guerra per la Liberazione dello Zimbabwe. Sotto la sua leadership dell'associazione, indusse molti zimbabwesi a ribellarsi al colonialismo del Paese africano, cercando così di riportare lo Zimbabwe ad un'era pre-colonialistica. È stato espulso dall'Unione Nazionale Africana di Zimbabwe - Fronte Patriottico nel 2004, in modo da fare parte della Dichiarazione di Tsholotsho.